# Karl von Einem
Karl von Einem (Herzberg, 1853. január 1.  – Mülheim, 1934. április 7.) a Német Birodalom tábornoka és Poroszország hadügyminisztere volt. Katonaként részt vett a porosz–francia háborúban és az első világháborúban is.

## Élete
Karl von Einem 1853. január 1-jén született Herzbergben. Édesapja, aki lovassági századosként szolgált a Hannoveri Királyi Hadseregben, 1866-ban életét vesztette a porosz–osztrák–olasz háborúban. Karl ennek ellenére katonai szolgálatra jelentkezett és a lovassághoz beosztva részt vett a porosz–francia háborúban. Bár nem végezte el a Hadi Akadémiát, mégis bekerült a vezérkarba. 1903 augusztusában II. Vilmos német császár kinevezte porosz hadügyminiszterré. Ebben a pozícióban támogatta a géppuska használatának bevezetését és hangsúlyozta a nehéztüzérség szerepének jelentőségét a modern hadviselésben. Hat évvel később visszatért a hadsereg kötelékébe és Münsterben parancsnoki szolgálatot látott el. Az első világháború kitörése után Karl von Bülow tábornok második hadseregén belül részt vett a Franciaország elleni támadásban.
1914. szeptember 12-én Max von Hausen helyére kinevezték a közelben állomásozó 3. hadsereg élére. 1915 januárjában vezérezredessé léptették elő. Einem a háború végéig 3. hadsereg parancsnoka maradt. Rátermett tisztjei segítségével sikerült megvédenie a Champagne melletti területet a sorozatos francia támadások ellenére. A német fegyverszünet után átvette az addig Vilmos német koronaherceg irányítása alatt álló hadseregcsoportot és felügyelte annak hazatérését. 1919 januárjában nyugállományba vonult és megírta emlékiratait. 1934. április 7-én hunyt el Mülheimben.